# Koupiansk
Koupiansk (en ukrainien : Куп'янськ ; en russe : Купянск) est une ville de l'oblast de Kharkiv, en Ukraine, et le centre administratif du raïon de Koupiansk. Sa population s'élevait à 26 627 habitants au 1er janvier 2022.

## Géographie

### Situation
Koupiansk est située à 105 km au sud-est de Kharkiv, sur la rivière Oskil.
À la suite de la réforme territoriale de 2020 et de la création de communautés territoriales, Koupiansk a fusionné dans la Communauté territoriale de Koupiansk (uk). Elle est divisée en trois sous-parties, connues sous le nom de : Koupiansk (partie principale de la ville), Koupiansk-Vouzlovyï (où se trouve la gare) et Kivcharivka.

### Transports
Koupiansk est située à environ deux heures et demie de la capitale régionale Kharkiv. Les deux villes sont reliées par train et bus.
Koupiansk est un important carrefour ferroviaire avec une gare de triage.

## Histoire

### Origine
Fondée en 1685, Koupiansk reçoit le statut de ville en 1779.

### XXesiècle

#### Seconde Guerre mondiale
Koupiansk est occupée pendant la Seconde Guerre mondiale par l'Allemagne nazie du 24 juillet 1942 au 3 février 1943.

### XXIesiècle

#### Invasion russe de l'Ukraine en 2022

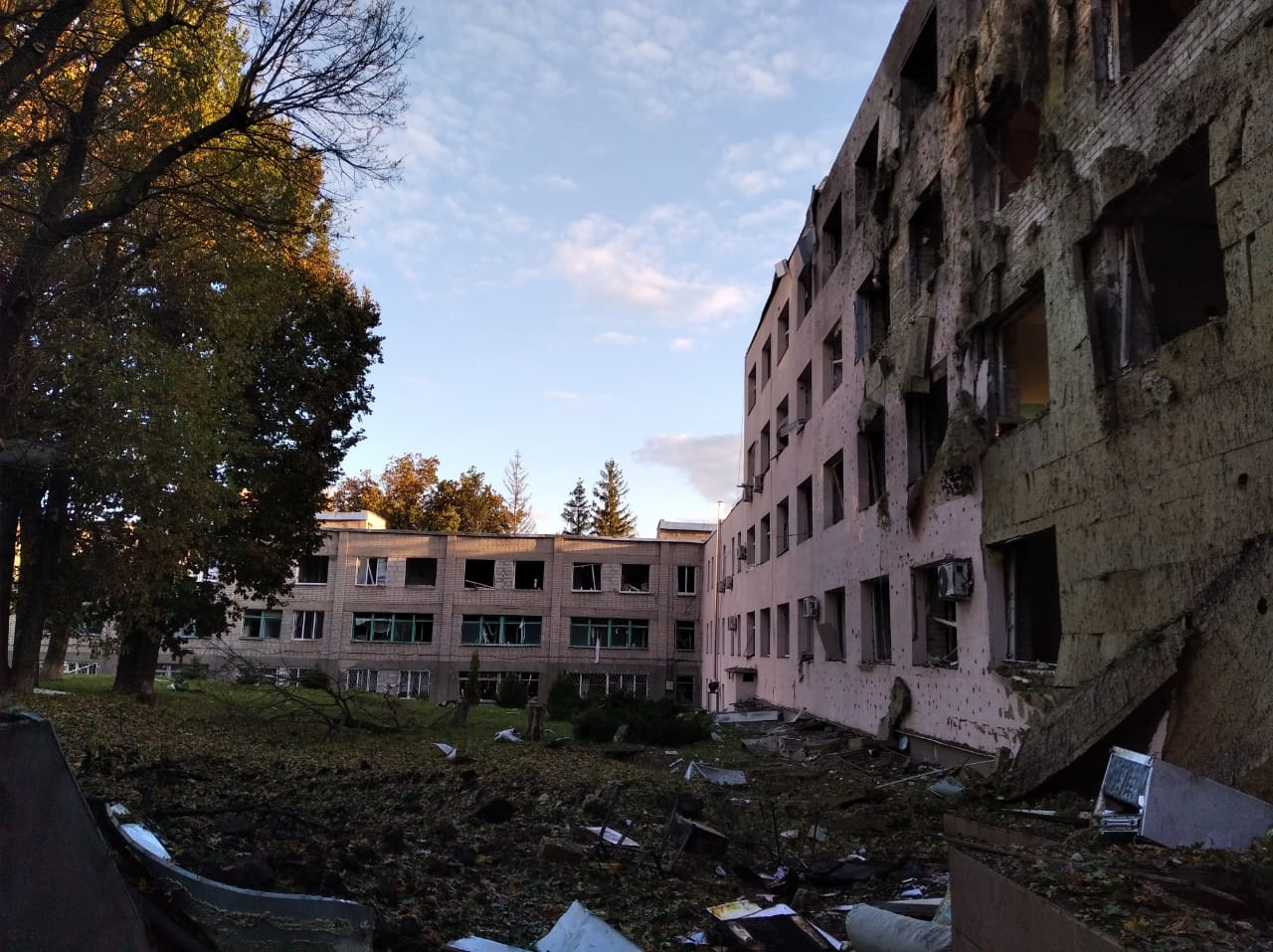
L'hôpital détruit après un bombardement russe, le 3 octobre 2022.

Le 27 février 2022, peu après 17 heures (UTC+2), le maire Hennadiy Mykolaïovytch Matsehora (élu du parti pro-russe OP-ZZ) annonce remettre Koupiansk aux forces armées de la fédération de Russie qui ont envahi l'Ukraine trois jours plus tôt afin d'« éviter les pertes humaines et la destruction ». Cette reddition provoque une vague d'indignation à travers tout le pays ainsi que l'ouverture d'une enquête préliminaire pour « atteinte à l'intégrité territoriale et à l'inviolabilité de l'Ukraine par un représentant de l'ordre et trahison » de la part du bureau du procureur de l'oblast de Kharkiv,.
Le 10 septembre 2022, dans le cadre de la contre-offensive de Kharkiv, les forces russes en déroute fuient la ville qui est libérée par les Forces armées ukrainiennes. Le 3 mars 2023, les autorités ukrainiennes ordonnent l'évacuation des civils de la ville à cause de la dégradation de la situation sécuritaire causée par les frappes russes. En 2024, elle est proche de la ligne de front. Seulement 3 500 personnes seraient encore présentes dans la ville en février 2024 en raison de la guerre et des ordres d'évacuation.

## Population
Recensements ou estimations de la population :
| 1897* | 1923* | 1926*  | 1939*  |
| ----- | ----- | ------ | ------ |
| 6 893 | 9 952 | 15 109 | 20 961 |

| 1959*  | 1970*  | 1979*  | 1989*  |
| ------ | ------ | ------ | ------ |
| 25 644 | 30 055 | 33 860 | 35 001 |

| 2001*  | 2011   | 2012   | 2013   |
| ------ | ------ | ------ | ------ |
| 32 449 | 29 902 | 29 686 | 29 487 |

| 2014   | 2015   | 2016   | 2017   |
| ------ | ------ | ------ | ------ |
| 29 247 | 29 057 | 28 755 | 28 681 |

| 2018   | 2019   | 2020   | 2021   |
| ------ | ------ | ------ | ------ |
| 28 216 | 27 951 | 27 584 | 27 169 |

| 2022   | - | - | - |
| ------ | - | - | - |
| 26 627 | - | - | - |

## Économie

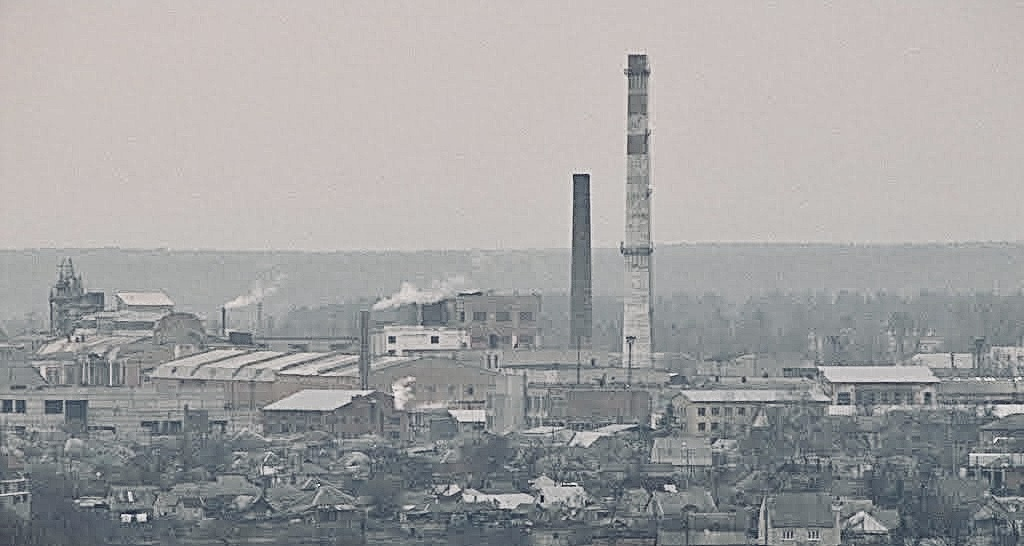
L'usine sucrière.

Le secteur agroalimentaire domine l'économie de Koupiansk avec deux entreprises :
- Koupianskyï Tsoukrovyï Kombinat (en ukrainien : Куп'янский цукровий комбінат) : raffinerie de sucre, 660 salariés (2007).
- Koupianskyï Molotchnokonservnyï Kombinat (en ukrainien : Куп'янський молочноконсервний комбінат) : produits laitiers, 800 salariés (2006).

## Culture et patrimoine

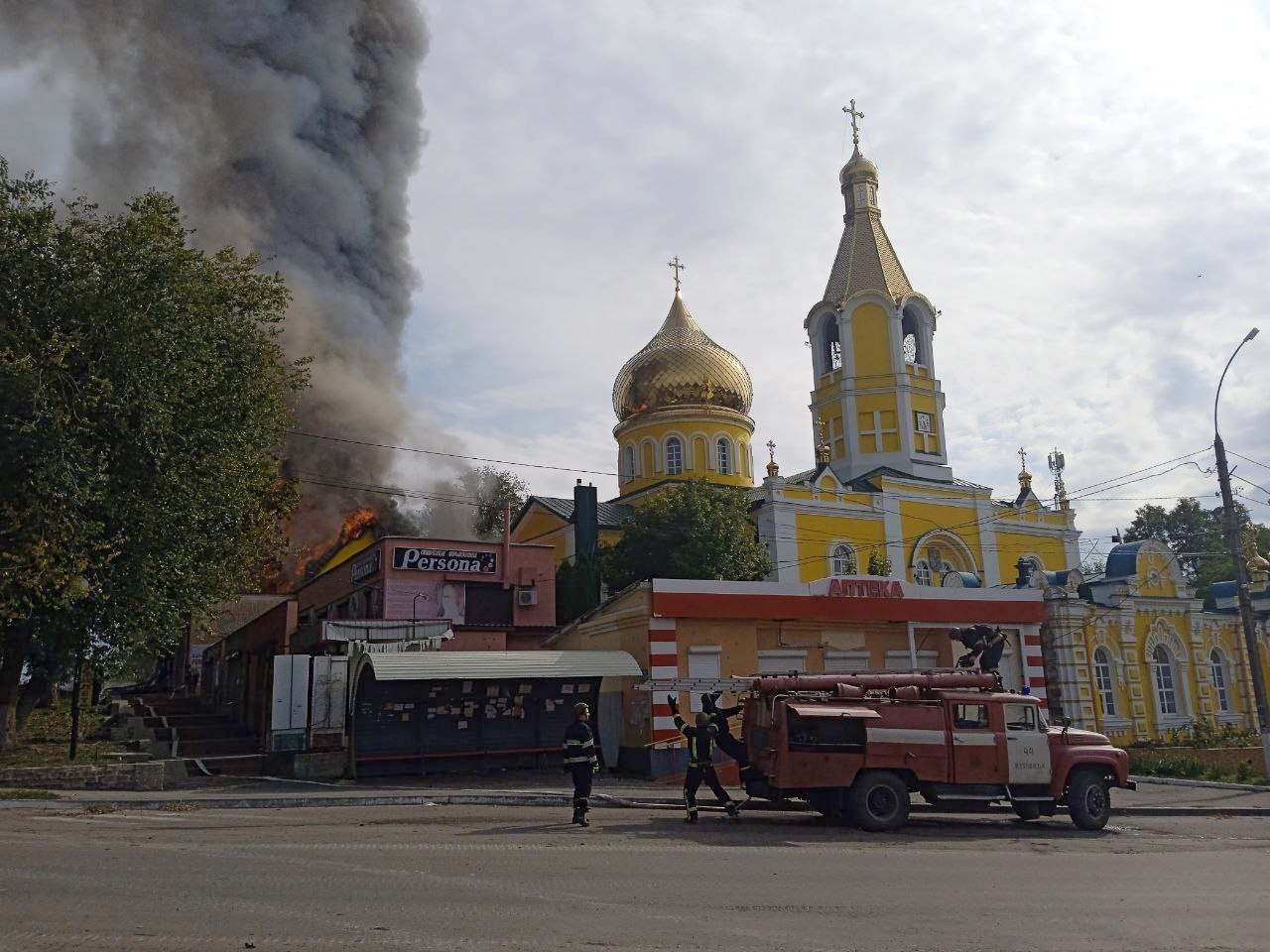
Église st-Nicolas classée[7] touchée par un obus russe.
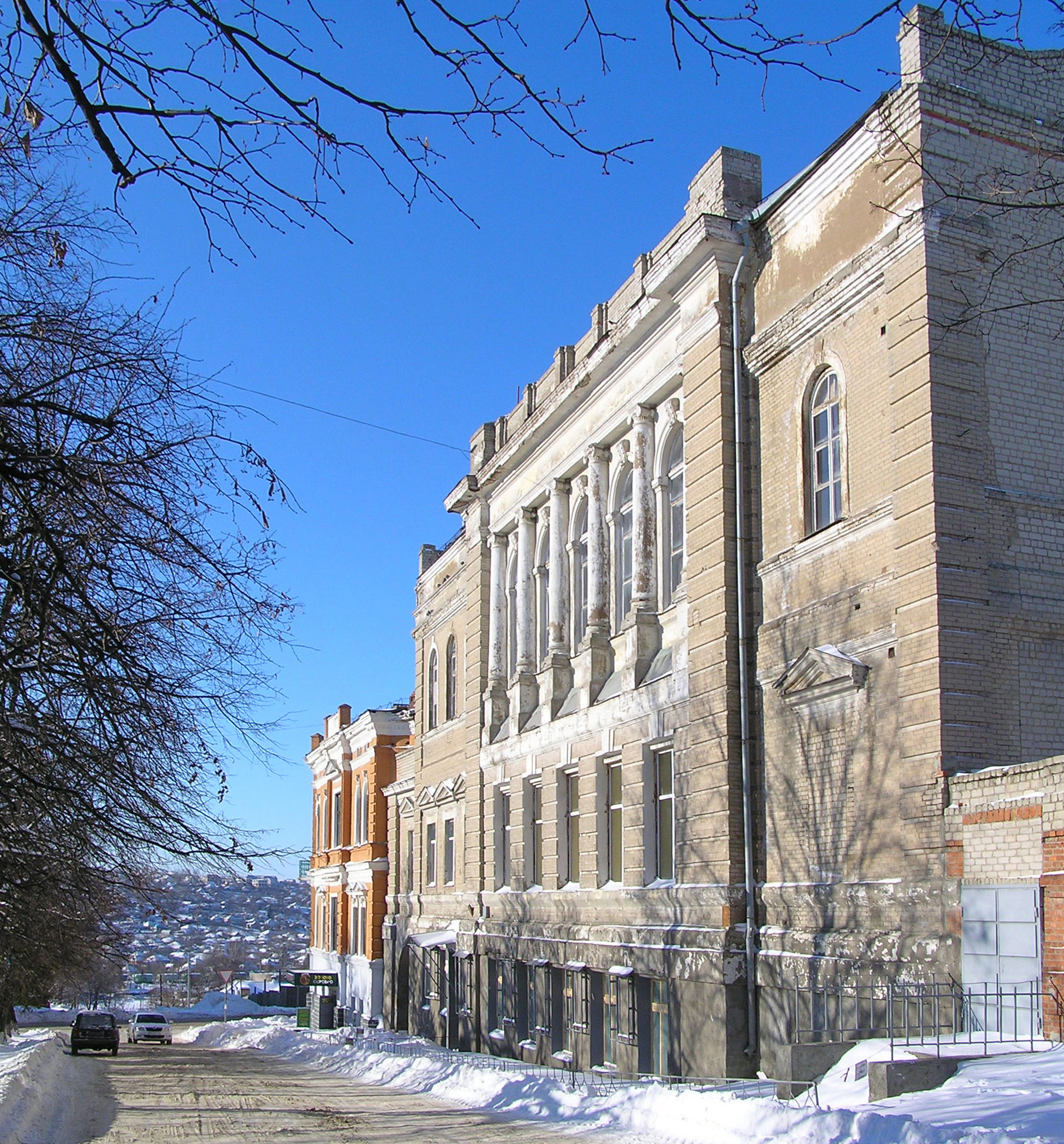
Ancienne école de théologie classée
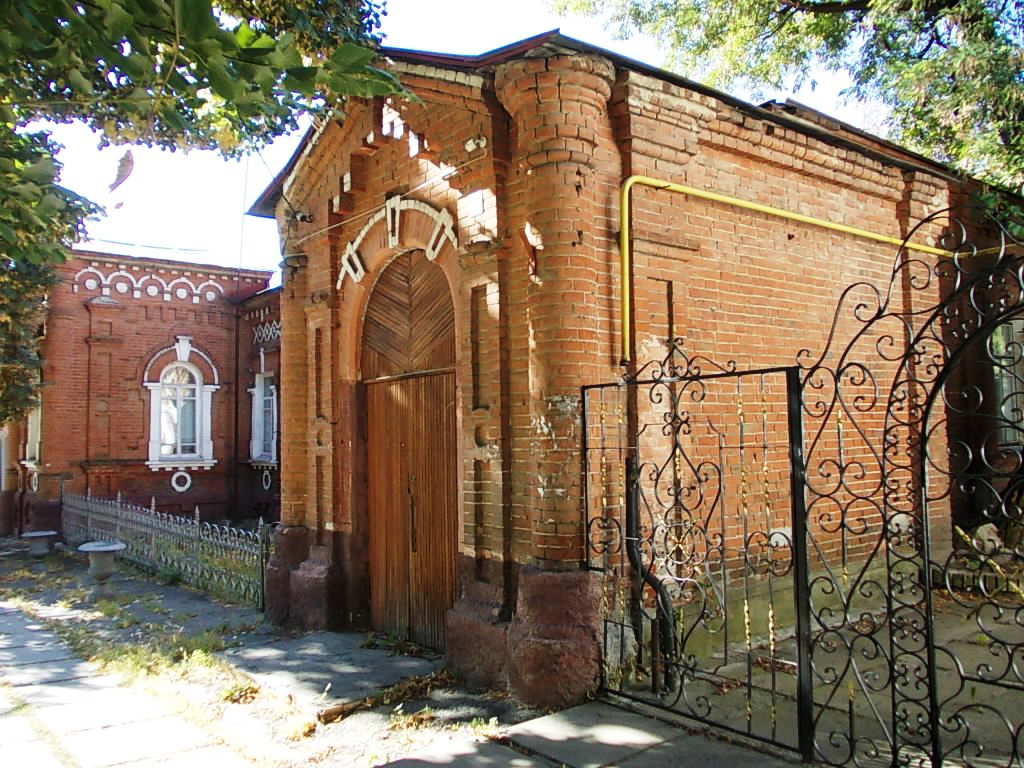
ancien Q.G. de la 38e armée de Kirill Moskalenko classé[9].
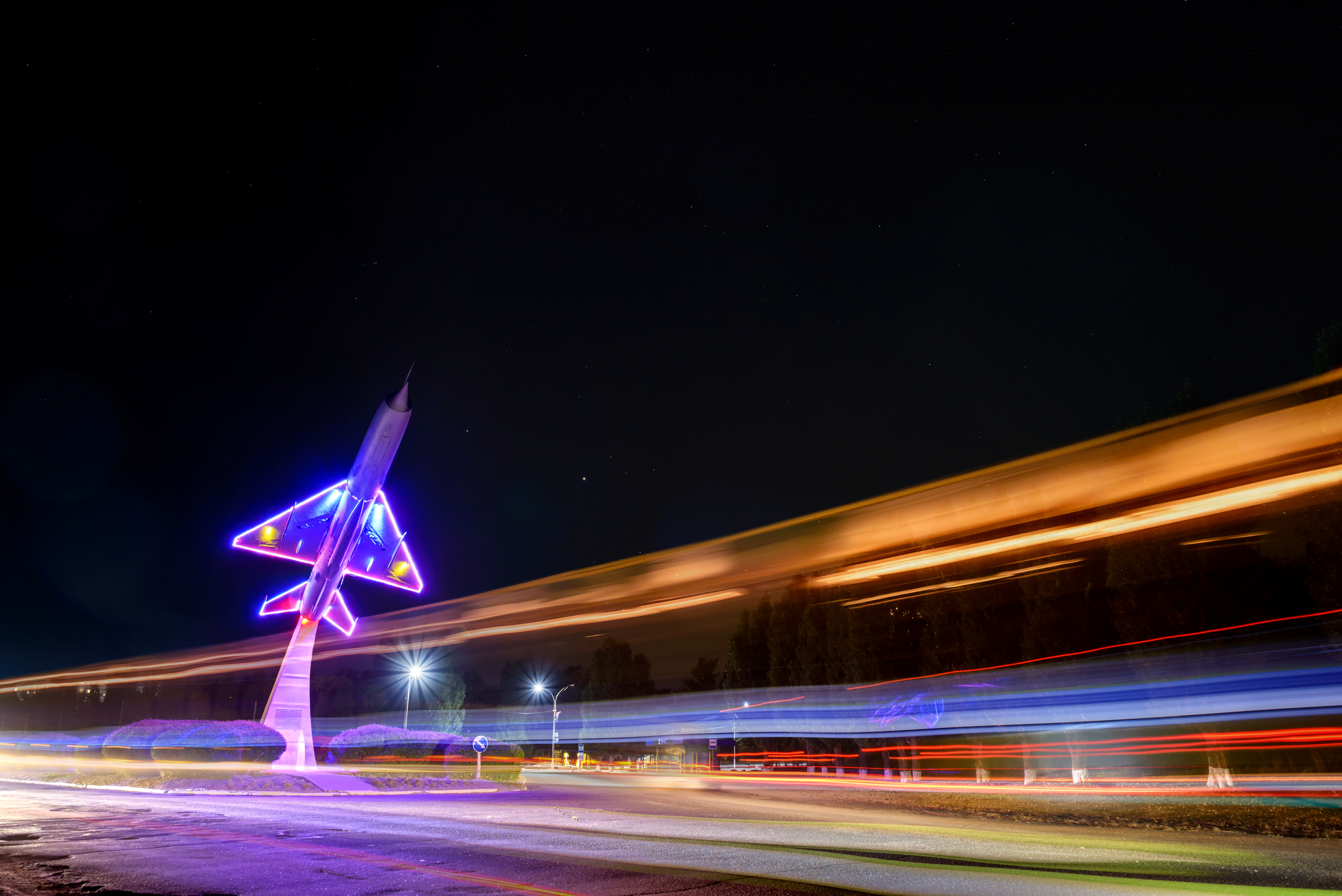
monument au 108e régiment d'aviation classé
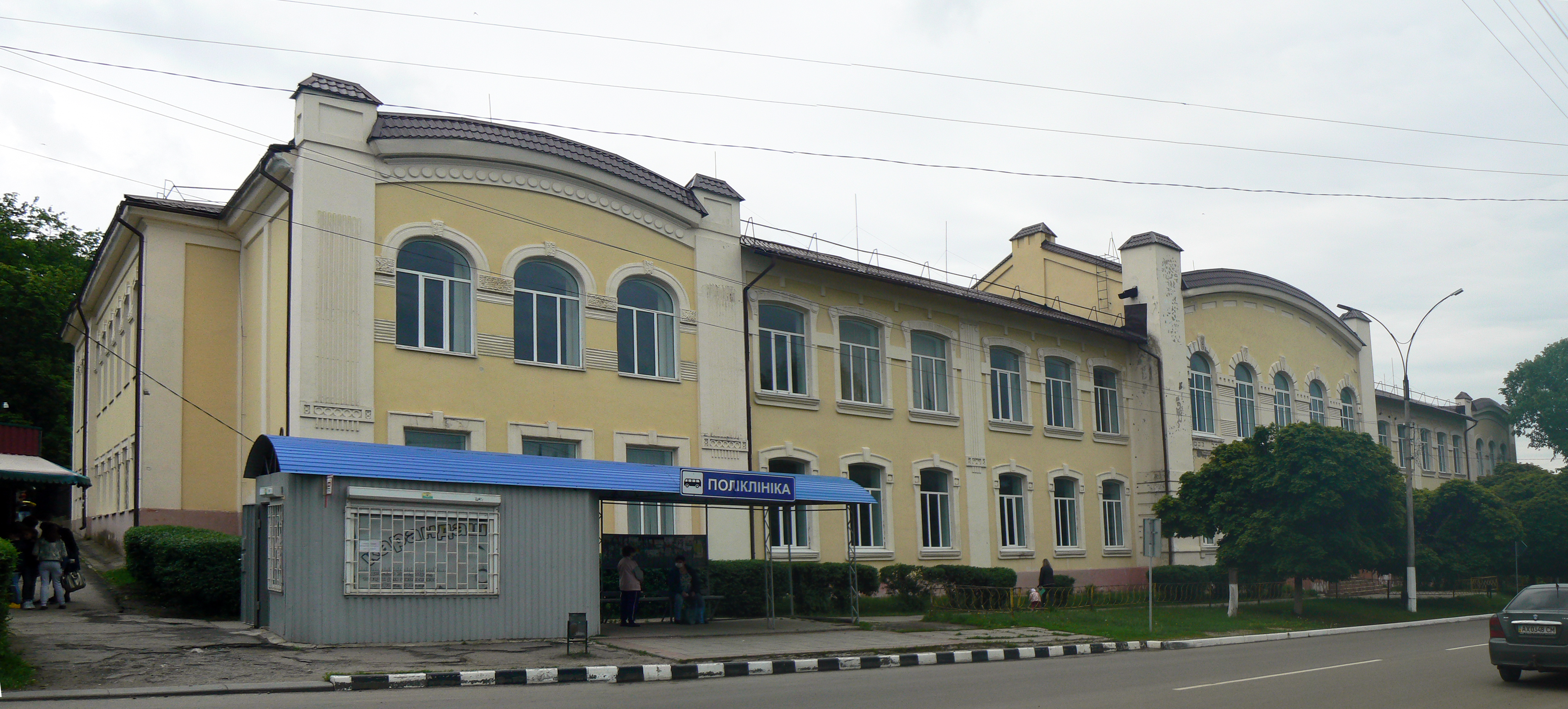
gymnasium classé
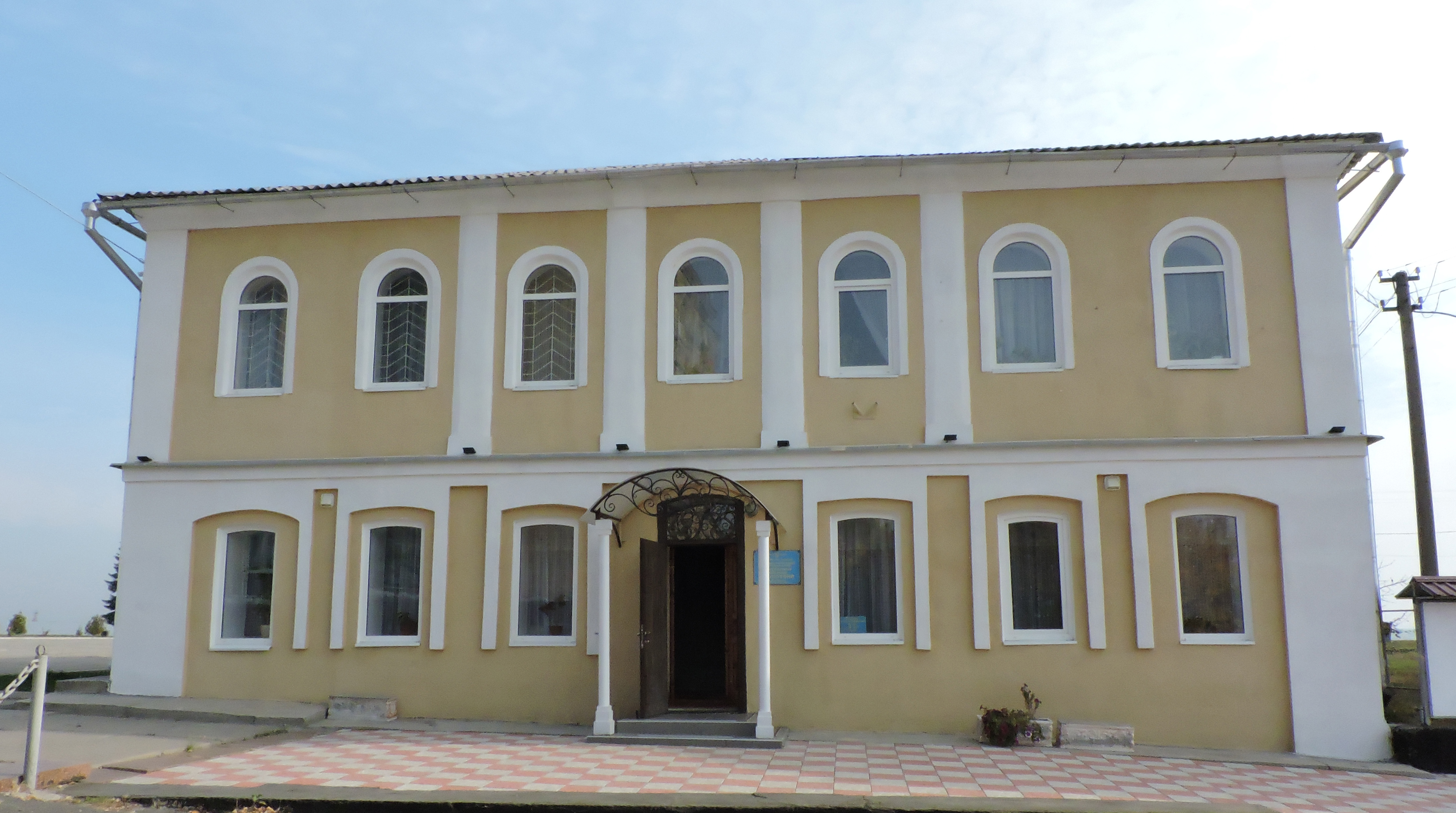
bibliothèque,
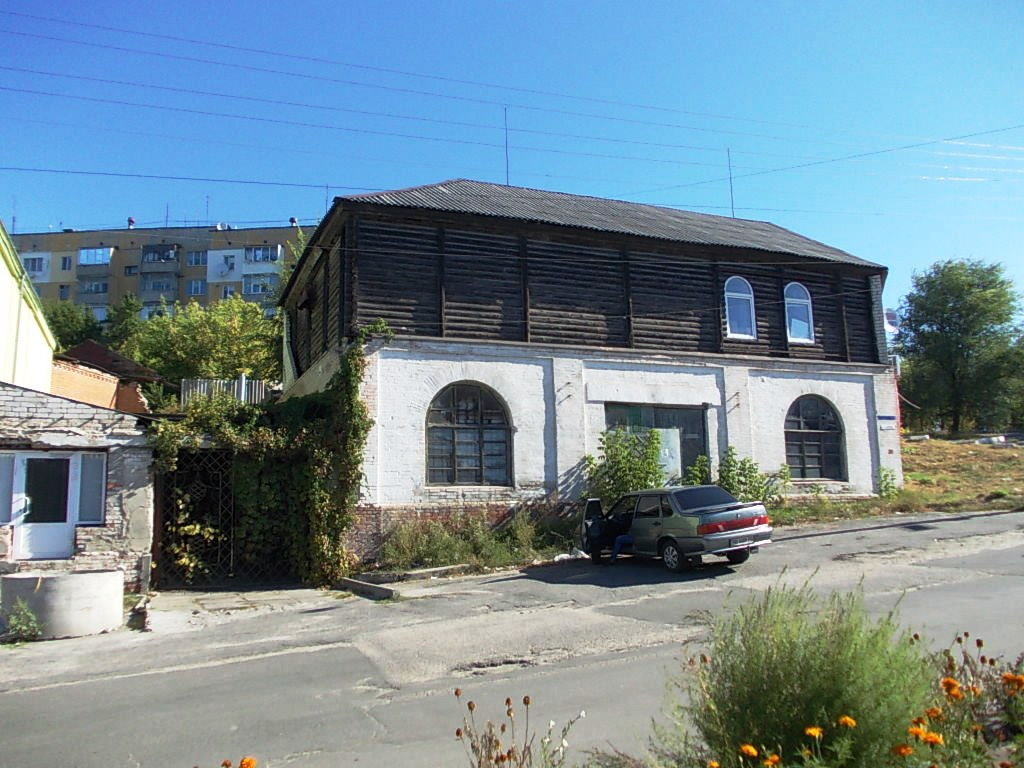
église en bois classée[9].

### Personnalités nées à Koupiansk
- Vladimir Doudintsev (1918-1998), écrivain soviétique.
- Tatyana Devyatova (1948-), nageuse soviétique.
- Valeriy Іvtchenko (uk) (1939-), acteur soviétique puis ukrainien.
- Yakiv Itskov (uk) (1914-2007), médecin soviétique.
- Liliya Kulyk (1987-), athlète ukrainienne.
- Netchvolod Kouzmitch (uk) (1937-), universitaire soviétique puis ukrainien.
- Vitaliy Tchernychov (uk) (1972-), footballeur ukrainien.

### Personnalités liées à la commune
- Ivan Svit (uk) (1897-1989), historien de l'Extrême-Orient, y a grandi et y a fait ses études secondaires.
- Lioudmila Mokievskaïa-Zoubok (ru) (1896-1919), seule femme au monde à avoir commandé un train blindé, y est enterrée.